# نايجوك (دولت أباد)
نايجوك (بالفارسية: نایجوک) هي قرية تقع في إيران في قسم دولت أباد الريفي. يقدر عدد سكانها بـ 258 نسمة بحسب إحصاء 2016.